# HMS Roebuck (1774)
Pour les articles homonymes, voir Roebuck.
Le HMS Roebuck (neuvième du nom), est un navire de guerre de la Royal Navy du règne de George III de Grande-Bretagne. C'est une frégate de 44 canons gréée en voilier trois-mâts barque de la classe Roebuck (en) dont elle est le navire de tête et qui donna naissance à une vingtaine de vaisseaux. Elle participa à la guerre d'indépendance des États-Unis, aux guerres de la Révolution française et aux Guerres napoléoniennes.

## Histoire
La construction du HMS Roebuck commence en octobre 1770 au Chatham Dockyard. Il est lancé le 28 avril 1774 et armé le 4 août 1775.

### Guerre d'indépendance des États-Unis
Le HMS Roebuck participe aux bombardements de Fort Washington et de Fort Moultrie. En août 1780, après le siège de Charleston, il porte la marque du vice-amiral Marriot Arbuthnot. L'année suivante, la frégate, en compagnie du HMS Orpheus (en), capture le 36 canons américain USS Confederacy (en). 

### Guerres de la Révolution française
En 1790-1791, il est transformé en navire hôpital. Réactivé en 1793, il affronte la flotte française aux Antilles et aux Îles sous le vent. Le 6 juillet 1796, il capture le corsaire français de 12 canons La Batave (ex-Bataaf), ainsi que début 1798, La Parfaite, un autre corsaire français de 12 canons. En 1799, il est transformé en transport de troupes au chantier naval de Deptford. En 1801-1802, il fait campagne le long des côtes d'Égypte.

### Guerres Napoléoniennes
En 1803, le Roebuck est transformé en garde-côtes et en batterie flottante en 1805 et finalement démoli en 1811 à Sheerness en Écosse.